# Adiantum juxtapositum
Adiantum juxtapositum är en kantbräkenväxtart som beskrevs av Ren-Chang Ching. Adiantum juxtapositum ingår i släktet Adiantum och familjen Pteridaceae. Inga underarter finns listade.